# 杨杰 (1889年)

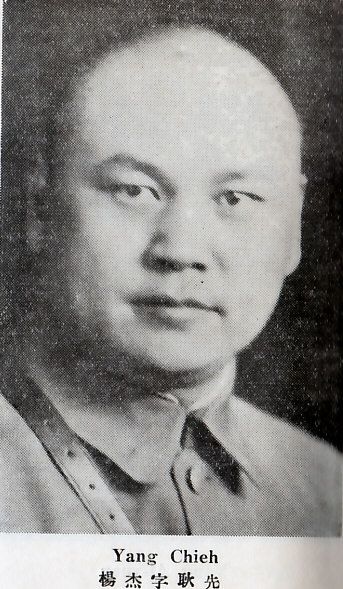

楊（1889年1月25日—1949年9月19日），字耿光，白族，生於雲南省大理縣（今云南省大理市），國軍陸軍中將加上將銜，中华民国军事理论家。

## 生平

### 從滇到国民軍
1900年（光緒26年），楊杰入大理数文書院，5年後畢業。此後入雲南陸軍講武堂，後轉入保定北洋軍官学堂學習軍事。1911年（宣統3年）春，赴日本留学，入陸軍士官學校第10期砲兵科，由此認識蔣介石，其間加入中国同盟会。同年武昌起義爆發後，歸国任武昌革命派的北伐聯軍總務部次長。後來回到日本復学，1913年畢業。
歸国後，楊杰成爲貴州都督、滇系領袖唐繼堯下屬的貴州武威軍步兵第10團團長。以後他歷任貴州騎兵第1團團長、滇軍第9旅旅長、重慶衛戌司令官兼四川省政務廳廳長。1915年（民国4年）12月護国戰爭爆發，任唐繼堯的護国軍第3軍第2梯團第5混成支隊長，後來任第4軍参謀長兼第1縦隊司令，進擊四川省東部。護国戰争結束後，獲授陸軍中将。
1917年（民国6年），楊杰一度在北京政府任職，後來再度回昆明投靠唐繼堯，此後歷任靖国聯軍第4軍参謀長、靖国軍中央軍總指揮兼瀘州衛戌司令、靖国聯軍高級顧問、雲南陸軍講武学校（講武堂的後身）教官。1920年，到日本留学陸軍大学校，1923年畢業。翌年，歸国，在奉系領袖張作霖麾下任上校参謀。同年冬馮玉祥的国民軍建成，楊杰任孫岳所率的国民軍第3軍的参謀長。1925年（民国14年）9月，任国民軍前敵指揮官兼河南軍官教育團教育長。

### 蒋介石心腹軍人
1926年（民国15年）5月，楊杰任程潜率領的國民革命軍第六軍總参議，參加北伐，后來任第6軍第17師師長。翌年，他升任第6軍副軍長。同年第6軍攻南京，他轉任總司令部淮南行營主任兼總預備隊指揮官。南京事件後程潜失勢，8月第6軍改組為第18軍，楊杰任該軍軍長。
北伐成功後的1928年（民国17年）3月，他被提升為軍事委員会常務委員兼辦公庁主任，翌月他升任第1集團軍總司令部總参謀長。此後，楊杰成爲蒋介石直属的心腹。10月，他任北平憲兵学校校長。
1929年（民国18年）11月，楊杰任討伐唐生智軍的總指揮，討伐勝利後他轉任洛陽行營主任兼第10軍軍長。1930年（民国19年）2月，他任長江要塞總司令，同年5月中原大戰爆發，他歷任第2砲兵集團指揮官、總司令部總参謀長，為蒋介石的勝利作出了貢献。1931年（民国20年）11月，他當選中国国民党第4屆中央執行委員。
1932年（民国21年）1月，楊杰任陸軍大学校長，後來校長由蒋介石親自擔任，楊杰轉任教育長。1933年，他任軍政委員会北平分会参謀長、第8軍團總指揮。9月，他任欧洲軍事考察團團長，赴欧洲各国考察。1934年秋歸国，他復任陸軍大学教育長。12月他兼任国民政府軍事委員会参謀次長、防空委員会主任。1935年（民国24年）4月，他升任陸軍中将，11月當選中國国民党第5屆中央執行委員。

### 抗战时期 争取苏联援助

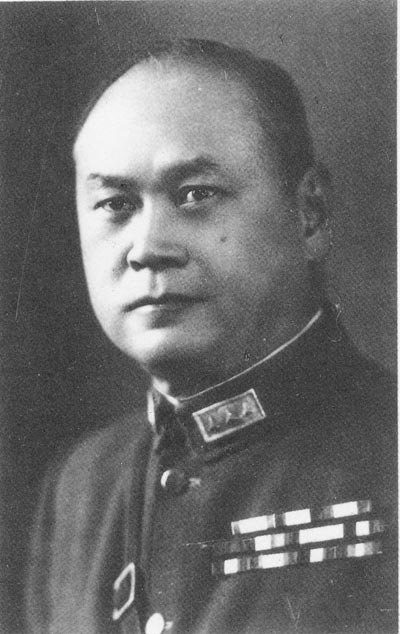

1937年3月，蘇聯駐華大使鲍格莫洛夫返任，立即會見孔祥熙、陳立夫，轉達蘇聯政府請中國發起太平洋地區公約和蘇聯準備向中國提供軍用物資之建議:692。4月3日，蔣介石帶病在上海會見鮑格莫洛夫，表示感謝蘇聯政府在西安事變問題上支持他和給予武器援助之建議:692。
“七七事变”后、“八一三淞沪会战”前的7月19日，苏联驻华全权代表鲍格莫洛夫便从上海致电苏联外交人民委员部称，中国政府想从苏联获得飞机、坦克、20毫米和37毫米反坦克炮和75毫米高射炮。7月31日苏联外交人民委员李维诺夫致电鲍称，“……在供货帐目下可给200架飞机带装备和200辆坦克。拟向南京派一个小的团组，去了解中国的军事需求。准备招收中国飞行员和坦克手接受培训。” 1937年8月2日，蔣會晤鲍格莫洛夫:694。鮑格莫洛夫向蔣通報莫斯科關於軍事貸款之答覆，解釋蘇聯不能與中國簽署互助條約之理由:694。8月2日，鲍格莫洛夫致电苏联外交人民委员部称，蒋介石对于派飞行员和坦克手到苏联接受培训的建议未作出反应，鲍建议电告中方苏联产飞机和坦克型号与质量的情报。
1937年8月21日，在南京签署《中蘇互不侵犯條約》及军援协议。8月22日蒋介石召见将赴苏联的中国军事代表团团长、军事委员会参谋次长杨杰谈话，杨杰日记记述“派予赴莫斯科为军事代表，其任务为促进苏联参战，所谓促成互助协定是也，其最低希望俾苏方源源接济我军用品，如飞机、高射炮、唐克车、汽油等，并着率领技术人员早日乘飞机赴苏。”
8月27日鲍格莫洛夫致电苏联外交人民委员部称，与陈立夫就军事供货问题达成协议，在供货细目内答应给予200架飞机和200辆坦克，飞机、坦克和其他武器的明细表将同杨杰在莫斯科商定。8月29日，南京和莫斯科正式宣佈《中蘇互不侵犯條約》:76。條約簽訂後，中國抗日戰爭得到蘇聯有力支持:695。
1937年9月，杨杰以实业考察团的名义访问苏联，副团长张冲。在莫斯科与苏联炮兵委员拔也夫、空军委员拉宁谈判。
- 1937年9月9日夜杨杰所率代表团与苏方首次会谈，苏方只是先听取，并未相应回复意见。相关记录为：

“……杨团长：关于战车，余等拟购置八十二辆，共编成一营，其编制约如次：营由四连编成，每连配备小炮战车九辆、机枪战车五辆、烟幕散放战车三辆，计十七辆。此种编制是否切合适用，因吾人对于战车部队尚少经验，并请贵方有以纠正。
……杨团长：上述各项，除飞机、战车及汽油外，均得于参观各式兵器后，依协定数目之余款再行确定。此外，对于战车及重炮之教练，请贵国派遣教官，前往协助，人数可依各兵器之数量酌定之。再：修理技术人员，亦请由此间派往，其人数亦请按机械数量代为筹定。
……  （苏方炮兵委员）拔也夫：……敝国既非贩卖军火国家，亦无后备军火可随时出售，故贵国所提若干兵器式样中，若为敝国所未备者，当以他种兵器代替之。此外，敝国无后备军火之可售，而贵国现复需要孔急，故拟由敝国军队现行装备之兵器中抽出若干，转行让与贵国。此项兵器，日内当可开始参观。
……杨团长：……重炮、战车等之输送，则较困难，最好能由海道运至香港，然后由香港经广州送至中国内地。

- 9月13日，中方代表团参观并试验苏方展示的各式兵器。杨杰日记记载，“十三日赴郊外飞行场检视飞机、高射炮、唐克车、防唐克炮等各物，均觉成绩不劣，各有各的特长之点，均适我陆军之用……”
- 9月14日上午第二次会议是中方内部探讨13日的参观情况，决定是否购备。相关记录为：

   “……余人翰【交辎学校技术员】：昨日吾人参观之战车系属于中型者，此战车似系仿英国所制者，该战车总重九吨半，武器为炮一、机枪二（一为高射者，一为平射者），时速为三十公里至三十五公里，与吾人所定之中型战车标准，皆相适合，拟请购备。
   主席（杨杰）：此项战车，彼方已答应出售八十二辆，吾人先购此数，将来若有余款，再为设法购买。
   余人翰：此八十二辆为基本作战用者，然其附属车辆共计须二百余辆。杨：基本作战者为最重要，其附属车辆最好少买，至弹药车、工程车、指挥车等，则必须购买耳。战车炮之炮弹数一千四百，机枪弹数[此处缺漏]，配件照本身百分之三十。战车之总数为八十二辆，指挥车、工修车及弹药车，如钱不够，则[此处缺漏]。教官：射击三位，技师七位。”

- 9月14日当晚中苏会谈，苏方先询问中方是否需要45毫米反坦克炮及其数量，而后从反坦克炮与坦克炮相同以及所需45毫米炮弹数量问到坦克，相关记录为：

   “……拔也夫：战车未知购买若干辆。
   杨次长：余等拟购八十二辆，外加指挥车、弹药车及修理车等。
   拔也夫：修理车当可附加。杨次长：战车附件亦为总值百分之十。
   拔也夫：当照办。……
   杨次长：战车及防战车炮可否施行实弹射击，籍观功效？
   拉宁：当将此意报告伏罗希洛夫元帅，再行决定。
   杨次长：飞机师及战车之教练人员人数贵方有否决定？
   拔也夫：因贵方所购各式兵器之数量尚未确定，故教练人员人数亦难规定。……杨次长：……战车与高射炮亦请予练习机会（此前提出该团随员中的空军军官直接在苏学习）。
   拉宁：当照办。……
  杨次长：关于教练人员之人数，现规定如下：……战车教练官：由贵方决定之。……”

- 初步商定后，9月14日当晚杨杰、张冲便发出“寒电”：“蒋委员长勋鉴：……（四）：坦克车82辆及高射炮一营已商妥待运，请电请法方协助海运，乞将结果示知，以便转告苏方起运。……”
- 9月17日晚，双方开始就装备运输和支援人员问题会谈，相关记录为：

   “……拔也夫：关于海运船只，当由苏俄设法筹备。至战车数量已允诺八十二辆（T-26坦克战车），附件为战车总值百分之十，外加修理车五辆（二轻三重），每战车附炮弹一千五百发，共计炮弹十二万三千发。机关枪子弹每架四万五千发，共计三百六十九万发。
   拉宁：战车教练及技术人员允诺如次：（一）教官十二员（射击与战术六员，驾驶六员）。（二）修理技师五员。……关于战车、防战车炮及弹药等海运货物，在十日均可集中。目前问题全视贵国与法方交涉转运海口之结果如何为转移。贵国飞行员练习问题已解决，练习地址，即在前次试验飞机之机场，……战车科两员，可在此地某学校练习，住宿则仍在现地，……练习自十九日或二十日开始。”

10月3日，杨杰、张冲致电蒋介石：“……（一）孔部长复电租轮包运不能办，仍着俄方派轮运海防，现俄已允与法接洽换法国旗，即起运。因坦克车载运约十六吨，公路桥梁须先加强。……”
1937年10月，杨杰被授与陸軍上将銜。
1937年11月28日，两艘运载首批援华6182吨陆战军事物资的货轮从敖德萨港启航。1938年元旦到达海防港。据当时受命开辟中越运输线的兵工署兵工研究专门委员陈修和回忆，由于苏援坦克和火炮等大件准备在运到时即交付部队使用，途中未曾装箱，在海防码头卸货时被日军间谍看见。不过在外交档案中则记为兵工署和西南运输处驻海防办事人员疏忽大意，将未装箱的装备摆放在海防的公路两边，吸引当地人围观。总之，日本政府获悉详情后，随即向法属印度支那殖民当局提出抗议。法方以违反法国对中日战争中立为由答应禁运。当时已有1500吨物资已装上火车，包括所有T-26坦克和45毫米反坦克炮、一小部分弹药，其中坦克及其备件总共129车皮，原拟铁路运输至同登卸车，再经公路运入广西。法属印支禁运消息传来后，中国接运人员紧急将火车从河同铁路调回，改经滇越铁路直接运到昆明，在法方正式禁运令生效前，火车已开出越南。这批物资提运到昆明后，暂由云南省政府驻军和航空学校代为看管，兵工署派出的接收人员数天后飞到昆明办理接收。还有3000吨以上的弹药装备被扣留在海防港，法方既不允许启运也不准装船运走。法方暗中许可中方以走私转运解决。中方将这些物资分批装上木船，沿越南海岸线转入芒街内河（港外已有日舰准备拦截），运到广西东兴上岸。此后中国抗战物资都不能通过法属印度支那转运。据苏联数据，首批总共6182吨物资中有82辆T-26坦克（每辆坦克配炮弹1500发，机枪弹45000发）及568箱T-26的备件，5辆T-26T装甲修理车，30辆“共产国际”牵引车，10辆ZIS-6卡车，30辆摩托车，20门1931型76.2毫米高射炮和40000发炮弹，207箱高射控制仪部件，4台对空探照灯，2台对空听音器，航空器材与步兵武器等。第一笔苏联军援合同晚至1938年3月3日才签订，先交货后结账且不是付款。1938年3月29日杨杰在莫斯科与伏罗希洛夫元帅接洽军火接济各项详情及军火细帐向蒋介石呈送报告所附相关军火详情为：

“附：甲、乙、丙三种帐单
  帐单甲   中国政府以信用贷款所购各货之价目（以美金计）
  ……
  II装甲坦克器材
      甲、坦克车（T-26）——（附无线电装置）八二辆每辆二一、三〇二......合计一、七四六、七六四 
      乙、预备发动机、预备零件及修理车......三七四、〇七六 
      丙、高射炮用曳引车及其连接器材与各种高射仪器......五八二、三八七 
  共计二、七〇三、二二七 
      III炮兵器材 
     甲、一九三一式七六公厘口径高射炮二〇门 每门二〇、〇〇〇......合计四〇〇、〇〇〇 
      乙、预备炮膛四〇个每个一、五〇〇......合计六〇、〇〇〇 
     丙、四五公厘口径战车防御炮五〇门 每门七、〇〇〇......合计三五〇、〇〇〇 
     丁、战车防御炮之弹药箱一〇〇只每只一、四二五......合计一四二、五〇〇 
    戊、战车防御炮之马具一八二副 每副一九八......合计三六、〇三六 
     己、军用仪器......合计三一一、八〇〇 
    庚、炮及坦车弹药......合计三、一七八、八一〇  
 共计四、四七九、一四六  
     ……以换算率三、三计算合华币……
  帐单丙
 II 装甲坦克及汽车之各项器材 
      甲
      乙为ZIS-5汽车400辆及其运费  
      丙、坦克车及预备零件之铁路运费（共一二九车）......一二、九六七 
      丁、炮兵器材之铁路运费（共二四四车）......八七、九三二
      戊、三〇副飞机用弹药坦克车及炮兵器材之轮船（两艘）装载费......四〇、二五三
  ……兹证明本帐单内所列特种商品之种类及数量，均已由中国中央国民政府代表王叔铭、蔡慶華、夏全铎、张矩祖、刘唐领诸先生在一九三七年十月二十四日至一九三八年二月十四日期内接收……”

1938年5月，任中国驻苏联大使，1940年4月卸任。
從蘇聯歸國後，任中央訓練團教官。1942年5月，軍委會政治部邀稿發表「國防新論」一書，1943年10月，經中華書局刊行成為抗戰後期國防問題研究重要著作，並於1947年4月由國防部新聞局列為戰後新中國出版社國防建設叢書之一。1944年（民国33年）他任軍事代表團團長，再度訪問歐美各國。1945年5月，他當選中國国民党第6屆中央執行委員。

### 反對国共内戰
抗日戰争結束後，楊杰反感国共内戰，和蒋介石逐漸疏遠。1945年10月28日，他和譚平山等人組織三民主義同志聯合會。此後他任国民政府戰略顧問委員会、行憲国民大会代表。1948年他任中国国民党革命委員会（民革）中央執行委員。此後，他和滇系原領導人龍雲以香港為據點活動，推動了雲南省政府主席盧漢投共。

### 命喪香港
1949年（民国38年）6月，他應邀擔任中国人民政治協商会議第一屆全体会議代表，9月9日，昆明發生九九整肅，楊被列為獵殺黑名單第一名，於次日飛往香港:244。9月19日，楊杰在灣仔軒尼詩道302號4A室其友人李焜的寓所遭到軍統派遣葉翔之率韓世昌等六人暗殺身亡，享年60岁。1951年，广州市公安局以殺害楊杰的主凶的罪名逮捕了中國國民黨軍統特务陳家慶，对其进行公审后处决。1982年6月5日，中華人民共和国民政部追認楊杰為「革命烈士」。

## 著作
- 国防新論[6]
- 軍事與國防
- 国民軍事必讀
- 蘇聯的國防政策
- 戰争抉要
- 總司令学
- 孫子浅釋
- 欧洲各国軍事考察報告